# スポルティーバエンターテイメント
スポルティーバエンターテイメントは、愛知県名古屋市にあるリング常設スポーツバー「スポルティーバアリーナ」を拠点に活動しているプロレス団体。

## 歴史
- 2008年7月26日、斉藤涼が設立。
- 8月23日、かつて新日本プロレスオフィシャルショップ「闘魂SHOP」があった跡地にスポルティーバアリーナがオープンして旗揚げ戦を開催[1]。
- 2014年8月3日、スポルティーバアリーナが契約満了により閉鎖。
- 12月21日、スポルティーバアリーナが営業を再開して「スポルティーバアリーナ復活プレ興行」を開催。
- 2018年11月11日、イオンモール名古屋茶屋で開催されたプロレスフェスに参加。

## 主な興行
水曜カレープロレス
毎週水曜日にカレーライスを食べながら試合を観戦することができる興行。

## タイトル
- 水曜カレープロレス認定王座

1. 兼平大介
2. 高井憲吾
3. 石田慎也
4. 小杉研太

## 所属選手
- エル・サムライ（休業中）
- 石田慎也
- 美月（豊田プロレス☆勇気兼任所属）（休業中）
- 古田恭三（休業中）
- 清水佑（欠場中）
- 聖也（休業中）

## スタッフ

### レフェリー
- 戸川将司
- 田中秀弥

### リングアナウンサー
- だみあん武田
- 追はるみ

## 歴代所属選手

### 男子選手
- ヒデ久保田
- 彰人
- 佐藤泰
- 佐藤力
- ミスター6号
- タケシマケンヂ
- 岩本煌史
- 阿部史典
- ヤス久保田
- マンモス半田

### 女子選手
- ナンシーまり
- 真利杏